# Michal Hoffmann
Michal Hoffmann (* 20. července 1976) je bývalý český fotbalista, útočník.

## Fotbalová kariéra
Svou hráčskou kariéru započal ve fotbalovém klubu TJ Start Luby na Klatovsku, kde získal první fotbalové zkušenosti v tamějším “A” týmu. V  české lize hrál za FC Dukla a FK Chmel Blšany. Nastoupil v 19 ligových utkáních. Gól v lize nedal. V nižší soutěži hrál i za SC Xaverov Horní Počernice.

## Ligová bilance
| Ročník                            | Zápasy | Góly | Klub                       |
| --------------------------------- | ------ | ---- | -------------------------- |
| Gambrinus liga 1997/1998          | 2      | 0    | FC Dukla                   |
| Gambrinus liga 1998/1999          | 16     | 0    | FC Dukla Příbram           |
| Gambrinus liga 1999/2000          | 1      | 0    | FK Chmel Blšany            |
| 2. česká fotbalová liga 1999/2000 | 14     | 2    | SC Xaverov Horní Počernice |
| CELKEM 1. liga ČR                 | 19     | 0    |                            |